# 기후 화물터미널역
기후 화물터미널역(일본어: 岐阜貨物ターミナル駅, ぎふかもつターミナルえき, Gifu Kamotsu Terminal) 또는 기후카모쓰 터미널역은 일본 기후현 기후시에 있는 일본화물철도의 철도역 (화물역)이다.

## 역 구조
4개의 착발선이 존재한다. 1·2 착발선은 컨테이너 하역선으로 쓰이며, 1면의 컨테이너 하적장이 위치해 있다. 하적장의 길이는 450 m이다.

## 취급 화물
- 컨테이너 화물 - 12 ft급 JR 규격 컨테이너, 20 ft·30 ft급 JR 규격 대형 컨테이너, 20 ft급 ISO 규격 해상 컨테이너.
- 산업 폐기물·특별 관리 산업 폐기물의 취급이 가능하다.

## 역사
기후역의 화물 기능을 이관하는 형식으로 개업했다.
- 1986년 11월 1일 - 일본국유철도 도카이도 본선 기후 역 ~ 호즈미 역 사이에 신설 개업.
- 1987년 4월 1일 - 민영화에 따라 일본화물철도의 소속이 되었다.